# Amadeovo jezero
Amadeovo jezero (anglicky Lake Amadeus) je bezodtoké vysychající slané jezero v Severním teritoriu v Austrálii. Nachází se v propadlině mezi pohořími McDonnell a Musgrave. Má rozlohu 8700 km². Je 125 km dlouhé a maximálně 20 km široké. Leží v nadmořské výšce 204 m.

## Vodní režim
Vzhledem k extrémní vyprahlosti krajiny se jezero nachází po většinu období ve stavu úplného vyschnutí.

## Historie
Bylo objeveno v roce 1872 Ernestem Gilesem, který původně zamýšlel pojmenovat ho po německém botanikovi Ferdinandovi von Mueller. Ten tuto čest postoupil španělskému králi Amadeovi I.